# Sui Wendi
Sui Wendi, imperatore Wen dei Sui (隋文帝T, Suí WéndìP; Chang'an, 21 luglio 541 – Baoji, 13 agosto 604), nato col nome di Yang Jian (楊堅T, Yáng JiānP) fu il fondatore della dinastia Sui.

## Introduzione
Egli riunificò la Cina dopo un lungo periodo di divisioni ed instabilità, iniziata nel II secolo con la perdita di potere degli Han orientali. Fu il promotore di importanti riforme, che diedero avvio a un periodo della storia cinese caratterizzato da un forte potere del governo centrale.
Sotto il suo regno, iniziò l'epoca d'oro del buddhismo in Cina, che sarebbe durata fino alle persecuzioni del IX secolo sotto gli ultimi Tang. Convertitosi anch'egli al buddhismo, promosse la costruzione di templi e l'accumulo di reliquie sacre.
L'imperatore Wen fu spesso ricordato dalla critica storica successiva come un regnante che amava il suo popolo, per la cura con cui volle ridurre le tasse e le corvée ai sudditi e per come volesse contrastare in tutti i modi gli sprechi della corte imperiale. Egli stesso ebbe fama di vivere in modo frugale (perlomeno in confronto ai tradizionali imperatori della storia cinese).

## L'ascesa al potere
L'ascesa al potere da parte di Yang Jian, futuro imperatore Wen, prende le mosse dall'ultimo periodo delle dinastie del Nord e del Sud. Mentre il Sud era rimasto unito pur nell'alternarsi delle dinastie a partire dai Jin orientali, il Nord si era diviso nel 534 in Wei orientali ed occidentali. Gli imperatori Wei settentrionali in verità avevano perso il potere di fatto, poiché questa spartizione seguiva le sfere d'influenza di due generali che avevano estromesso l'imperatore legittimo dal trono. Tra il 551 e il 557 i due imperatori-marionetta Wei furono costretti ad abdicare, stabilendo così lo stato di Qi settentrionale (est) e lo stato di Zhou settentrionale (ovest). Gli antenati di Yang Jian furono da lungo tempo al servizio dei Wei settentrionali prima e dei Wei occidentali poi; il padre Yang Zhong, per i suoi successi militari, fu nominato duca di Sui.
Yang Jian fu un ingegno assai precoce, e si fece notare da giovanissimo nell'amministrazione di Chang'an; ciò gli permise di ottenere il favore dell'imperatore Ming prima, che lo nominò vice ministro degli interni, e dell'imperatore Wu poi, che lo onorò appuntando Yang Lihua, figlia di Yang Jian, come moglie del principe ereditario Yuwen Yu e quindi incoronandola principessa ereditaria. Nel frattempo fu riunificato il Nord della Cina con la sottomissione dei Qi al dominio dei Zhou.
Dopo la morte di Wu nel 578, Yuwen Yu salì al trono col nome di imperatore Xuan; Yang Jian, suocero dell'imperatore, continuò il suo servizio come ministro della difesa, nonostante che l'imperatore mostrasse molti segni di ostilità e sospetto nei suoi riguardi. L'imperatore Xuan morì solo due anni dopo rispetto al padre, e Yang Jian fu appuntato reggente del figlio di Xuan.
Yang Jian immediatamente diede prova di essere un governante di buona volontà, abolendo le politiche crudeli e gli sprechi dell'imperatore Xuan.
Appena salito al governo conobbe la ribellione del generale Yuchi Jiong, che voleva impedire che Yang Jian usurpasse il trono; così prese base a Yecheng, capitale dell'ex-territorio Qi, per sfruttare il risentimento degli sconfitti nella recente unificazione. Anche la famiglia Yuwen si scoprì, cogliendo il momento propizio della ribellione per tentare un attentato ai danni di Yang Jian. La rivolta fu soppressa, l'attentato sventato; venne rasa al suolo Yecheng, ed epurata la famiglia Yuwen. Così annientati i suoi oppositori, Yang Jian fece abdicare l'imperatore in suo favore e diede inizio alla dinastia Sui nel 581.

## L'imperatore Wen
La sua azione proseguì nel consolidare lo stato e, nel contempo, consolidare il proprio potere. A questo periodo risalgono le prime riforme (del governo e del sistema penale) e le prime grandi opere. Sempre a questo punto, l'imperatore assegnò ai suoi cinque figli il governo delle più importanti province (salvo poi rimuovere tre di essi dagli incarichi, sul finire del regno).
Altra minaccia alla stabilità del regno era l'ostilità dei mongoli Tujue, che avevano ottimi rapporti con la precedente dinastia Zhou. L'imperatore Wen seppe sottomettere i pericolosi vicini tramite un'abile politica di divide et impera. La loro minaccia non si sarebbe più ripresentata fino agli ultimi anni della dinastia, sotto l'imperatore Yang.
Nel 588, avendo rinforzato il proprio dominio e debellato le minacce interne ed esterne, l'imperatore Wen annunciò la campagna contro Chen, la dinastia regnante al Sud, propagandando che l'imperatore Chen Shubao aveva perso il mandato del Cielo e che quindi sarebbe stato deposto. L'offensiva militare iniziò nella primavera dell'anno successivo; vennero ammassati 518000 soldati sulla sponda nord del Chang Jiang, vennero approntate migliaia di navi e fu portato un assalto secondo tre direttive, che andavano dal Sichuan al Pacifico. Lo stato di Chen era in quel periodo molto indebolito; la capitale Jiankang (Nanchino) cadde in breve tempo. Così nel 589 la Cina fu riunificata sotto un unico imperatore; finì il periodo delle dinastie del Nord e del Sud.
Sotto il nuovo stato Sui si conobbe un periodo di prosperità in Cina, grazie al buon governo dell'imperatore Wen.
L'imperatore Wen si proponeva come il saggio governante delle due tradizioni confuciana e buddhista. Il suo sforzo da imperatore era mirato a dare sollievo alla popolazione dalla miseria, per quanto potesse, alleviando il peso dello Stato, che si esprimeva con tasse e corvée, e accantonando risorse per i momenti di carestia. Se riuscì a farlo, probabilmente fu per il successo della politica di redistribuzione agraria ad aumentare il benessere collettivo. Comunque egli ebbe sempre cura di risparmiare sulle spese imperiali e, in particolare, sulle spese destinate alla propria persona, seguendo i precetti confuciani del buon governo; e amando e volendo essere amato dal suo popolo, sempre guardava di non offenderlo esibendo eccessiva magnificenza. Esempio fu riguardo al palazzo Renshou, di cui la costruzione fu affidata a Yang Su, uno dei più importanti ministri; avendo egli compiuto grandi sforzi a costruire un palazzo molto ricco e lussuoso, ed avendo egli impiegato grandi ricchezze e il lavoro di molti uomini, ed anche causando la morte di una gran quantità di operai, secondo i resoconti storici, all'arrivo dell'imperatore Wen fu molto criticato; perché l'imperatore era molto dispiaciuto dell'eccessivo sfarzo che lì veniva esibito, e così disse che Yang Su, con la sua profusione di denaro e di sforzi, aveva messo l'imperatore in odio al popolo.
Seguendo lo stesso criterio di bontà e tolleranza fu riformato il sistema penale; una di quelle riforme che perdurò, con la sua influenza, per molta parte della storia cinese. Dovendo riunificare (e rifondare) il codice penale per tutta la Cina, l'imperatore Wen ebbe cura di improntarlo a una minore severità, a cominciare dalle pene previste, rispetto alla struttura tradizionale della giustizia, che risaliva al legalismo della dinastia Qin.
Un altro segno di continenza, concordata dalla critica storica successiva all'imperatore Wen, è nel suo aver mantenuto a lungo il “primato” del minor numero di concubine per un imperatore adulto, avendone egli avute soltanto due (l'imperatore Hongzhi dei Ming, più di ottocento anni dopo, fu l'unico imperatore monogamo della storia cinese). Egli amò e rispettò molto sua moglie l'imperatrice Dugu, che sposò a sedici anni, prima ancora che iniziasse la sua ascesa politica; si può credere che l'imperatore Wen tenesse in grande considerazione le opinioni, i consigli e le considerazioni di sua moglie. Per quanto riguarda le due concubine, probabilmente ebbero soltanto un valore politico (una delle due era figlia dell'ex-imperatore del Sud Chen Shubao); pure, in altre occasioni simili, l'imperatrice impedì all'imperatore Wen di accettare l'offerta di altre concubine.
Egli pretese un comportamento integerrimo anche ai propri figli e, al riguardo, fu intransigente. Seguendo accuse di malgoverno e di sprechi, arrivò prima a rimuovere il figlio Yang Jun dai propri incarichi; poi tolse la condizione di principe ereditario a Yang Yong, dandolo invece a Yang Guang. Egli giustificava la sua severità dicendo che i suoi figli non potevano avere trattamento diverso dagli altri, e che egli non poteva infrangere per loro le leggi che egli stesso aveva voluto. Però questa giustizia ferrea non trovò il consenso della critica tradizionale cinese, che vedeva un'ombra nella sua figura di imperatore proprio nel suo essere sospettoso e critico, che dava ascolto alle insinuanti accuse dei suoi ufficiali, che non seppe mantenere fiducia da principio a fine a nessuno dei suoi più onesti collaboratori; e che arrivò a trattare i propri figli come nemici.
Yang Guang, nominato principe ereditario, seppe cogliere l'occasione datagli, riuscendo a montare un'ulteriore accusa ai danni di Yang Yong di tentato tradimento; e riuscì a far cadere in disgrazia anche il principe Yang Xiu provando che egli non rispettava il padre e l'autorità imperiale.
Pochi anni dopo, nel 604, l'imperatore Wen morì in circostanze misteriose; la storia tradizionale cinese ha sempre creduto che fosse stato avvelenato per ordine di Yang Guang. Comunque sia, Yang Guang salì al trono e fu noto con il nome di imperatore Yang.